# Estenopterinos
Estenopterinos (Stenopterini) é uma tribo de coleópteros da subfamília Cerambycinae.

## Sistemática
- Ordem Coleoptera
  - Subordem Polyphaga
    - Infraordem Cucujiformia
      - Superfamília Chrysomeloidea
        - Família Cerambycidae
          - Subfamília Cerambycinae
            - Tribo Stenopterini Fairmaire, 1868
              - Gênero Callimoxys Kraatz, 1863
              - Gênero Callimus Mulsant, 1846
              - Gênero Lampropterus Mulsant, 1863
              - Gênero Obscuropterus Adlbauer, 2003
              - Gênero Pectinocallimus Niisato, 1989
              - Gênero Procallimus Pic, 1907
              - Gênero Stenopterus Illiger, 1804